# Movimento Democratico (Francia)
Il Movimento Democratico (in francese Mouvement Démocrate, abbreviato in MoDem) è un partito politico francese centrista, a ispirazione socioliberale.

## Storia

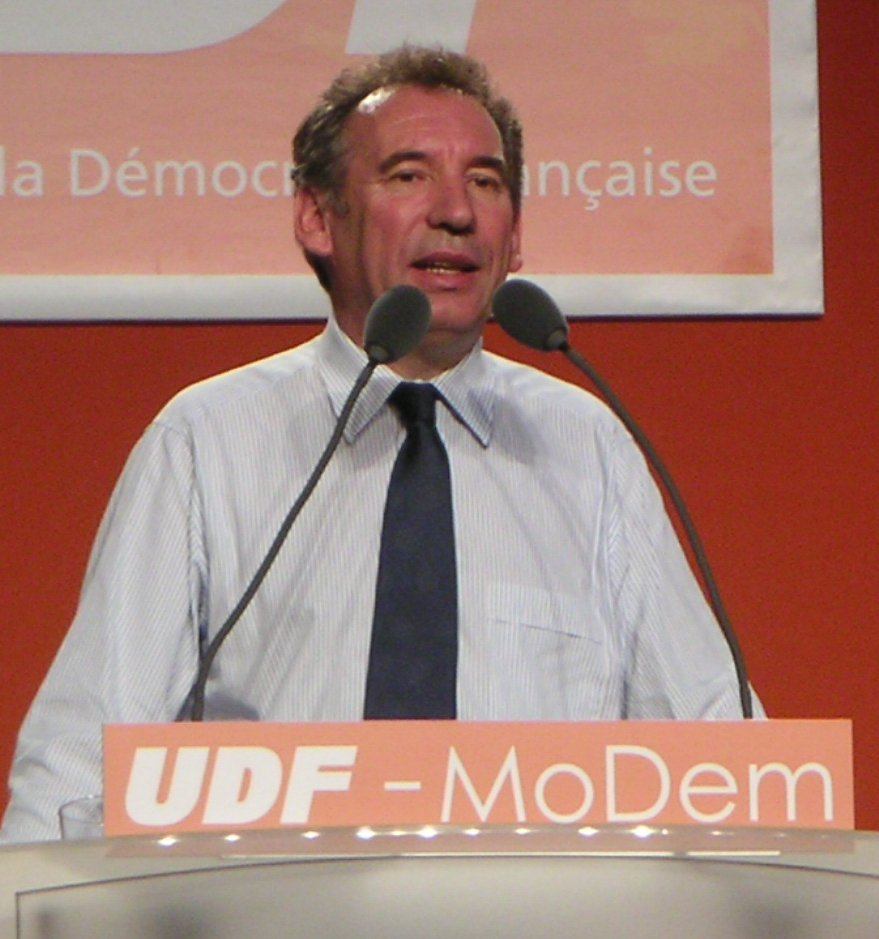
François Bayrou

Il MoDem ed è stato creato il 10 maggio 2007, da François Bayrou, leader dell'Unione per la Democrazia Francese, movimento politico centrista d'ispirazione democratica e liberale. L'UDF era già stata trasformata, nel 2005, sempre da Bayrou, da federazione di partiti in un vero e proprio partito centrista. Questa scelta non era stata ben accolta dalla componente più conservatrice dell'UDF, che aveva abbandonato la formazione politica, fondando, insieme ai neogollisti del Raggruppamento per la Repubblica, l'Unione per un Movimento Popolare (cristiani democratici e liberal-conservatori), di centro-destra.
Il MoDem si è posto subito come alternativo sia alla sinistra che alla destra. Bayrou, infatti, si presentò alle elezioni presidenziali del 2007 quale alternativa sia al candidato popolare Nicolas Sarkozy (UMP, poi eletto presidente, sia alla candidata socialista Ségolène Royal (PS). Alle elezioni presidenziali in Francia del 2002 Bayrou aveva conseguito il 4,8%, ma nel 2007 ottenne il 18,57%, divenendo di fatto l'ago della bilancia del ballottaggio. Il candidato centrista, però, pur invitando i propri elettori a non votare Sarkozy, preferì non dare un esplicito appoggio alla candidata socialista.
Una parte dei parlamentari dell'UDF si è opposta alla neutralità di Bayrou, continuando a preferire un'alleanza con l'UMP. All'annuncio di Bayrou di voler dar vita al MoDem i parlamentari dissidenti che avevano bisogno del sostegno dell'UMP per essere rieletti in giugno, decisero di fondare il Partito Social-liberale Europeo (maggio 2007), poi Nuovo Centro (Nouveau Centre), apertamente disposto a sostenere un governo a guida UMP.
Alle elezioni del 2007, il MoDem elesse appena tre deputati, tra cui Bayrou, contro i 29 uscenti dell'UDF. Il Nuovo Centro, invece, grazie all'apparentamento con l'UMP, ne elesse 18. Il NC, però, si fermò al 2,4% dei consensi, contro il 7,6% del MoDem e non ottenne un finanziamento pubblico diretto. L'UDF nel 2002 aveva ottenuto il 4,9% dei voti. Il dato del MoDem, se irrisorio in termini di seggi, risultò rilevante in termini percentuali. I centristi di Bayrou, infatti, visto il calo del Fronte Nazionale, si trovarono ad essere l'unico partito, tra i minori, a superare il 5%, continuando, così, a porsi quale ago della bilancia tra conservatori e socialisti, che al secondo turno approfittarono del consenso di molti elettori centristi, che avevano visto il proprio candidato escluso dal ballottaggio.
19 senatori continuano a considerarsi ufficialmente del MoDem (dopo le senatoriali del 2008) pur facendo parte del gruppo «Union centriste» che comprende altri centristi, anche se forse solo 11 sono attivi nel MoDem. Il tesoriere, Mercier, è nominato nel governo Fillon in giugno.
Alle elezioni europee del 2009, malgrado sondaggi che lo davano a più del 12%, ottiene solo l'8,45% dei voti su scala nazionale e 6 deputati europei (-5).
Alle elezioni presidenziali in Francia del 2012 il leader del partito François Bayrou si candida alla presidenza della Repubblica ottenendo al primo turno il 9,1% dei consensi e posizionandosi al 5º posto tra i vari candidati.
Alle elezioni europee del 2014, in alleanza con l'Unione dei Democratici e degli Indipendenti (UDI), anch'essa successore dell'Unione per la Democrazia Francese, il MoDem ha ottenuto il 9.93% dei voti a livello nazionale in Francia.
In occasione delle elezioni presidenziali del 2017 il partito sostiene la candidatura di Emmanuel Macron, fondatore della formazione centrista La République En Marche (REM), poi eletto presidente al turno di ballottaggio contro la sfidante del Fronte Nazionale Marine Le Pen. Alle successive legislative del 2017, il MoDem ottiene 42 seggi e forma un autonomo gruppo parlamentare.
Nelle elezioni presidenziali del 2022 continua a sostenere Emmanuel Macron, che è rieletto al secondo turno, ed alle legislative ottiene 47 deputati .

## Ideologia
Durante le elezioni presidenziali in Francia del 2007, François Bayrou sottolineò tre punti: il debito pubblico, la necessità di un cambiamento e dell'ouverture al sistema politico destra/sinistra e la necessità di riforme costituzionali in quella direzione.

## Affiliazioni internazionali ed europee
Nel 2004, François Bayrou lanciò il Partito Democratico Europeo (EDP) insieme a Democrazia è Libertà - La Margherita di Francesco Rutelli. Nel 2005 l'EDP creò, insieme alla New Democrat Coalition del Partito Democratico statunitense, l'Alleanza dei Democratici, una rete mondiale di partiti centristi e social-liberali.

## Struttura

### Presidente
- François Bayrou (dal 10 maggio 2007)

### Vicepresidente
- Sarah El Haïry (dal luglio 2022)

## Membri
Il governo Castex comprendeva un ministro donna e due viceministri:
- Jacqueline Gourault, ministro della coesione territoriale e dei rapporti con le collettività territoriali dal 2018
- Geneviève Darrieussecq, ministro delegato responsabile della memoria e degli affari dei veterani dal 2020
- Marc Fesneau, ministro delegato responsabile dei rapporti con il Parlamento e della partecipazione dei cittadini dal 2018

### Deputati
Il Movimento Democratico ha inviato 42 deputati all'Assemblea nazionale dopo le elezioni legislative del 2017, spesso grazie ad accordi con il partito I Repubblicani ed En Marche del presidente Emmanuel Macron, che ha vinto le elezioni. Tra i deputati MoDem per la legislatura 2017-2022 figurano:
- Jean-Louis Bourlanges, presidente della commissione affari esteri dal 2021
- Marc Fesneau, capogruppo dal 2017 al 2018
- Patrick Mignola, capogruppo dal 2018
- Marielle de Sarnez, presidente della commissione affari esteri dal 2017 fino alla sua morte nel 2021
- Sylvain Waserman, vicepresidente dell'Assemblea nazionale dal 2017

### Senatori
Quattro senatori del Movimento Democratico siedono (insieme a quelli dell'UDI, il piccolo partito di centrodestra) nella gruppo Unione Centrista (UC) (da luglio 2021):
- Alain Cazabonne (Gironda)
- Jean-Paul Prince (Loir-et-Cher)
- Denise Saint-Pé (Pirenei Atlantici)
- Jean-Marie Vanlerenberghe (Passo di Calais)

### Europarlamentari
Alle elezioni europee del 2019, i candidati MoDem si sono presentati nella lista Renaissance, guidata dal partito presidenziale La République en marche, ottenendo il 22,4% dei voti. Dei 21 seggi (23 dopo la Brexit), 5 sono andati ai seguenti politici MoDem:
- Sylvie Brunet
- Caterina Chabaud
- Laurence Farreng
- Christophe Grudler
- Marie Pierre Vedrenne